# Bassaricyon gabbii
Олінго Ґабба (Bassaricyon gabbii) — вид роду Олінго родини Ракунові, невелика південно- і центральноамериканська тварина. Вид названий на честь професора Вільяма Мора Ґабба (англ. William More Gabb, 1839–1878), американського палеонтолога безхребетних. 

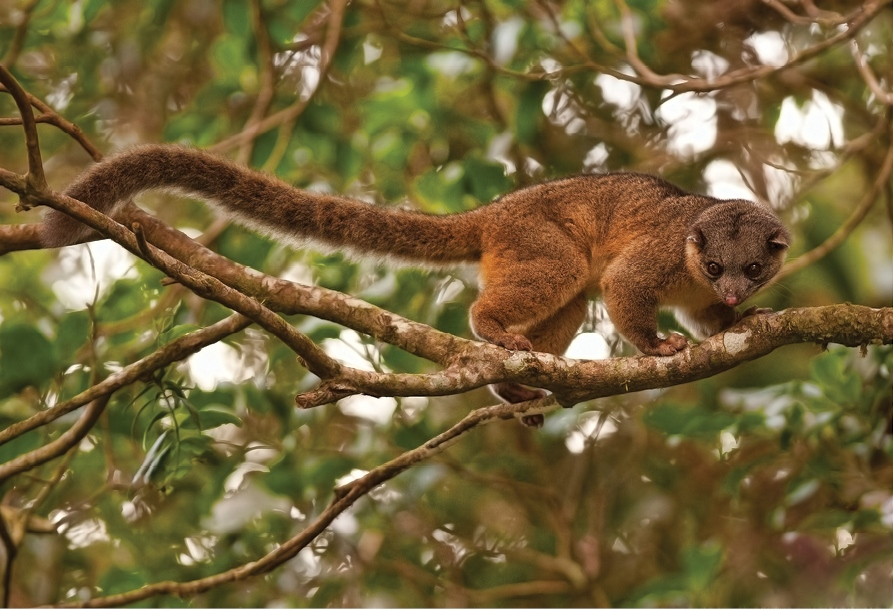

## Середовище проживання
Країни проживання: Колумбія, Коста-Рика, Еквадор, Нікарагуа, Панама.
Живе поблизу води у вічнозелених лісах і лісових галявинах, надаючи перевагу верхньому пологу дерев над землею. Висотний діапазон: від рівня моря до 2000 метрів.

## Морфологія
Морфометрія. довжина голови й тіла: 370–420 мм, довжина хвоста: 380–432 мм, довжина задньої ступні: 62–92 мм, довжина вуха: 27–30 мм, вага: 1,1–1,4 кг.
Опис. Це невеликий вид в межах роду. Він має тонкий корпус і короткі ноги. Має округлу голову і загострену морду, з сірим хутром; великі круглі очі. Хутро густе і м'яке. Спина жовтувато-коричнева і явно відрізняється від черева, яке трохи світліше. Зазвичай маківка темніша спини. Хвіст пухнастий, часто має помітні кільця і на кінці є пучок волосся довший і темніший, ніж інша частина хвоста. Хвіст не хапальний і трохи довше, ніж довжина голови і тіла.
Зубна формула: I 3/3, C 1/1, P 4/4, M 2/2 = 40 зубів.

## Стиль життя
У першу чергу це плодоїдна тварина, але іноді харчується комахами і дрібними хребетними. Солітарний.